# George J. Borjas
Pour les articles homonymes, voir Borjas (homonymie).
George Jesus Borjas, né le 15 octobre 1950 à La Havane, est un économiste américain, professeur d'économie et de politique sociale à la Harvard Kennedy School, où il occupe la chaire Robert W. Scrivner. 
Borjas a publié un certain nombre d'études qui concluent que l'immigration peu qualifiée affecte négativement les natifs peu qualifiés (tout en affectant positivement les natifs moyennement et hautement qualifiés), une proposition qui est débattue parmi les économistes. Il est également connu pour prôner une réduction du taux d'immigration aux États-Unis [réf. souhaitée].

## Vie personnelle et formation
Borjas est né à Cuba. Il émigra aux États-Unis en octobre 1962, avec sa mère. Il obtint le baccalauréat en sciences au Saint Peter's College (New Jersey) en 1971. En 1974, il devint M.A. (Master in Arts) en économie à l'université Columbia et en 1975, M.Phil. (Master of Philosophy) et Ph.D. (Philosophiae doctor) en économie, également à l'université Columbia.
Il est marié et père de trois enfants.

## Carrière universitaire
Borjas fut professeur assistant d'économie au Queens College de l'université de New York de 1975 à 1977. De 1977-1978, il fut postdoctorant au département d'économie de l'université de Chicago. Il fut aussi analyste de recherche en chef (Senior Research Analyst) au National Bureau of Economic Research de 1972 à 1978.
À partir de 1980, il fut membre de la faculté de l'Université de Californie à Santa Barbara, où il resta dix ans. De 1990 à 1995, il fut professeur à l'Université de Californie à San Diego. Il joignit la faculté de l'Université Harvard en 1995.

## Œuvre
Borjas a été appelé « le chef de file des économistes américains de l'immigration » par BusinessWeek et The Wall Street Journal. Ses recherches sur l'impact économique de l'immigration jouent un rôle central dans le débat sur la politique d'immigration aux États-Unis,. Il a notamment montré les effets négatifs que peut avoir l'immigration sur les salaires et l'emploi par exemple lors de l'afflux de plus de 125 000 réfugiés cubains dans la ville de Miami en 1980 qui a eu pour conséquence de réduire le salaire des travailleurs natifs non qualifiés par rapport à celui des qualifiés.
Il a écrit plusieurs livres et publié plus de cent articles dans des livres et dans des revues savantes, notamment dans l'American Economic Review, le Journal of Political Economy et le Quarterly Journal of Economics.

## Honneurs
Borjas a été nommé dans Who's Who in the World, Who’s Who in America, Who’s Who in Finance and Industry et Who’s Who in Economics. Il a été élu membre associé (« fellow ») de la société d'économétrie en 1998 et de la Society of Labor Economists en 2004. Il a également été membre du Council of Economic Advisors for the Governor of California (Groupe des conseillers économiques du gouverneur de Californie) de 1993 à 1998, de la National Academy of Sciences Panel on the Demographic and Economic Impact of Immigration (Commission de l'Académie des Sciences sur l'impact économique de l'immigration) de 1995 à 1997 et a présidé le National Science Foundation’s Committee of Visitors for the Economics Program en 1996

## Livres
- Wage Policy in the Federal Bureaucracy (American Enterprise Institute, 1980)
- Friends or Strangers: The Impact of Immigrants on the U.S. Economy (Basic Books, 1990)
- Labor Economics (McGraw-Hill, 1996; 2nd Edition, 2000, 3rd edition, 2005)
- Heaven’s Door: Immigration Policy and the American Economy (Princeton University Press, 1999)
- Immigration Economics (Harvard University Press, 2014)
- We Wanted Workers: Unraveling the Immigration Narrative  (W. W. Norton & Company, 2016)